# Meneer de Uil
Meneer de Uil is een belangrijk personage in de televisieserie De Fabeltjeskrant. Meneer de Uil is de verteller van de verhalen; hij praat de diverse scènes aan elkaar door het nieuws uit de Fabeltjeskrant voor te lezen.
Meneer de Uil is een ietwat langdradige en vergeetachtige uil die zijn zinnen vaak onderbreekt met eh en eindigt met jawel! Ook raakt hij soms de draad kwijt tijdens een betoog. Bekende uitspraken van Meneer de Uil zijn: dag, lieve kijkbuiskinderen en oogjes dicht en snaveltjes toe. Frans van Dusschoten heeft de stem van Meneer de Uil ingesproken in De Fabeltjeskrant. In de film De Fabeltjeskrant: De Grote Dierenbos-spelen die in 2018 uitkwam is de stem van Meneer de Uil ingesproken door Huub Dikstaal.
Zijn eigenlijke naam is Jacob, maar hij wordt doorgaans niet bij naam genoemd. Meneer de Uil neemt zelf vrijwel nooit actief aan de gebeurtenissen deel. In uitzonderlijke gevallen verschijnt Meneer de Uil samen met de andere dieren. Zo sloot hij ooit een aflevering af vanuit het Praathuis omdat het buiten heel hard aan het waaien was en het niet meer veilig was op zijn tak.
De ontwerpster was beeldend kunstenares Marie Troost in opdracht van Chanowski Produktions b.v. Ze zag af van de ontwikkeling van de andere personages in de kinderserie. De statige oehoe in de Amsterdamse dierentuin Artis vormde in de zomer van 1967 haar inspiratiebron. In plaats van de schutkleuren bruin en zwart van het nachtdier, koos zij bewust voor de kleurstelling blauw-geel van het personage. Dit vond zij filmtechnisch meer voordeel opleveren.
Het personage is gebaseerd op Jan Straaijer die de schrijver van de Fabeltjeskrant, Leen Valkenier, kende uit zijn jeugd bij de plaatselijke toneelclub in Vreewijk (Rotterdam).
Meneer de Uil was in 2005 en 2007 te horen en te zien tijdens de uitreiking van de Gouden Televizier-Ring, deze keren vertolkt door stem-imitator Robert Paul.
In 2022 werd de vaste afscheidsgroet van de uil, oogjes dicht en snaveltjes toe, opgenomen in het woordenboek Dikke Van Dale.